# Partecipanti al Tour of Guangxi 2023
Elenco dei partecipanti al Tour of Guangxi 2023.
Il Tour of Guangxi 2023 è stato la quatra edizione della corsa. Alla competizione presero parte diciotto squadre: le quattordici iscritte all'UCI World Tour 2023, tre dell'UCI ProTeam e una selezione nazionale.
Accreditati alla partenza 118 ciclisti.

## Corridori per squadra
Nota: R ritirato, NP non partito, FT fuori tempo, SQ squalificato
| Movistar Team    | Movistar Team           | Movistar Team    | Alpecin-Deceuninck       | Alpecin-Deceuninck       | Alpecin-Deceuninck       | Bahrain Victorious    | Bahrain Victorious    | Bahrain Victorious    |
| ---------------- | ----------------------- | ---------------- | ------------------------ | ------------------------ | ------------------------ | --------------------- | --------------------- | --------------------- |
| N°               | Ciclista                | Clas.            | N°                       | Ciclista                 | Clas.                    | N°                    | Ciclista              | Clas.                 |
| 1                | Abner González          | 88°              | 11                       | Dries De Bondt           | 45°                      | 21                    | Rainer Kepplinger     | 21°                   |
| 2                | Juri Hollmann           | 29°              | 12                       | Senne Leysen             | 40°                      | 22                    | Filip Maciejuk        | 85°                   |
| 3                | Johan Jacobs            | 59°              | 13                       | Jakub Mareczko           | 106°                     | 23                    | Ahmed Madan           | 109°                  |
| 4                | Matteo Jorgenson        | 7°               | 14                       | Edward Planckaert        | 54°                      | 24                    | Jonathan Milan        | 48°                   |
| 5                | Max Kanter              | 44°              | 15                       | Jensen Plowright         | 68°                      | 25                    | Dušan Rajović         | 71°                   |
| 6                | Óscar Rodríguez         | 33°              | 16                       | Lionel Taminiaux         | 67°                      | 26                    | Johan Price-Pejtersen | 97°                   |
| 7                | Iván Sosa               | 35°              | 17                       | Fabio Van Den Bossche    | 53°                      | 27                    | Cameron Scott         | 75°                   |
| Bora-Hansgrohe   | Bora-Hansgrohe          | Bora-Hansgrohe   | Cofidis                  | Cofidis                  | Cofidis                  | EF Education-EasyPost | EF Education-EasyPost | EF Education-EasyPost |
| N°               | Ciclista                | Clas.            | N°                       | Ciclista                 | Clas.                    | N°                    | Ciclista              | Clas.                 |
| 31               | Maximilian Schachmann   | 30°              | 41                       | Thomas Champion          | 26°                      | 51                    | Rigoberto Urán        | 19°                   |
| 32               | Shane Archbold          | 100°             | 42                       | Rubén Fernández          | 13°                      | 52                    | Hugh Carthy           | 4°                    |
| 33               | Cesare Benedetti        | 52°              | 43                       | Axel Mariault            | 12°                      | 53                    | Esteban Chaves        | 22°                   |
| 34               | Sam Bennett             | 108°             | 44                       | Christophe Noppe         | 103°                     | 54                    | Jens Keukeleire       | 69°                   |
| 35               | Ryan Mullen             | 93°              | 45                       | Rémy Rochas              | 2°                       | 55                    | Jonas Rutsch          | 50°                   |
| 36               | Giovanni Aleotti        | 14°              | 46                       | Benjamin Thomas          | R 6ª                     | 56                    | Marijn van den Berg   | 49°                   |
| 37               | Frederik Wandahl        | 38°              | 47                       | Max Walscheid            | 60°                      | 57                    | Julius van den Berg   | NP 6ª                 |
| Ineos Grenadiers | Ineos Grenadiers        | Ineos Grenadiers | Intermarché-Circus-Wanty | Intermarché-Circus-Wanty | Intermarché-Circus-Wanty | Jumbo-Visma           | Jumbo-Visma           | Jumbo-Visma           |
| N°               | Ciclista                | Clas.            | N°                       | Ciclista                 | Clas.                    | N°                    | Ciclista              | Clas.                 |
| 61               | Ethan Hayter            | 3°               | 71                       | Sven Erik Bystrøm        | 18°                      | 81                    | Olav Kooij            | 63°                   |
| 62               | Leo Hayter              | 15°              | 72                       | Rune Herregodts          | 78°                      | 82                    | Steven Kruijswijk     | 25°                   |
| 63               | Michael Leonard         | 72°              | 73                       | Julius Johansen          | 55°                      | 85                    | Milan Vader           | 1°                    |
| 64               | Jhonatan Narváez        | 17°              | 74                       | Madis Mihkels            | NP 1ª                    | 86                    | Mick van Dijke        | 102°                  |
| 65               | Luke Plapp              | R 4ª             | 75                       | Adrien Petit             | 83°                      | 87                    | Tim van Dijke         | 57°                   |
| 66               | Luke Rowe               | 84°              | 76                       | Laurenz Rex              | 43°                      |                       |                       |                       |
| 67               | Elia Viviani            | 74°              | 77                       | Gerben Thijssen          | NP 1ª                    |                       |                       |                       |
| Lidl-Trek        | Lidl-Trek               | Lidl-Trek        | Team Arkéa-Samsic        | Team Arkéa-Samsic        | Team Arkéa-Samsic        | Team DSM-Firmenich    | Team DSM-Firmenich    | Team DSM-Firmenich    |
| N°               | Ciclista                | Clas.            | N°                       | Ciclista                 | Clas.                    | N°                    | Ciclista              | Clas.                 |
| 91               | Jon Aberasturi          | 73°              | 101                      | Louis Barré              | 6°                       | 111                   | Tobias Lund Andresen  | 66°                   |
| 92               | Filippo Baroncini       | 20°              | 102                      | Amaury Capiot            | 39°                      | 112                   | Patrick Bevin         | 86°                   |
| 94               | Dario Cataldo           | 89°              | 103                      | David Dekker             | 79°                      | 113                   | Jonas Hvideberg       | 42°                   |
| 95               | Asbjørn Hellemose       | 24°              | 104                      | Donavan Grondin          | 47°                      | 114                   | Andreas Leknessund    | NP 1ª                 |
| 97               | Antwan Tolhoek          | 98°              | 105                      | Alessandro Verre         | 37°                      | 115                   | Niklas Märkl          | 87°                   |
|                  |                         |                  | 106                      | Alan Riou                | 101°                     | 116                   | Oscar Onley           | 11°                   |
| 107              | Cristián Rodríguez      | 16°              | 117                      | Sam Welsford             | NP 1ª                    |                       |                       |                       |
| Team Jayco AlUla | Team Jayco AlUla        | Team Jayco AlUla | UAE Team Emirates        | UAE Team Emirates        | UAE Team Emirates        | Israel-Premier Tech   | Israel-Premier Tech   | Israel-Premier Tech   |
| N°               | Ciclista                | Clas.            | N°                       | Ciclista                 | Clas.                    | N°                    | Ciclista              | Clas.                 |
| 121              | Amund Grøndahl Jansen   | 81°              | 131                      | Ivo Oliveira             | 62°                      | 141                   | Sebastian Berwick     | 32°                   |
| 122              | Christopher Juul Jensen | 41°              | 132                      | George Bennett           | NP 4ª                    | 142                   | Itamar Einhorn        | R 3ª                  |
| 123              | Jesús David Peña        | 8°               | 133                      | Felix Großschartner      | 9°                       | 143                   | Omer Goldstein        | 27°                   |
| 124              | Rudy Porter             | 28°              | 134                      | Vegard Stake Laengen     | 58°                      | 144                   | Mason Hollyman        | 31°                   |
| 125              | Lukas Pöstlberger       | 90°              | 135                      | Juan Sebastián Molano    | 61°                      | 145                   | Taj Jones             | 107°                  |
| 126              | Blake Quick             | 80°              | 136                      | Michael Vink             | 34°                      | 146                   | Jens Reynders         | 64°                   |
| 127              | Zdeněk Štybar           | 77°              | 137                      | Tim Wellens              | 5°                       |                       |                       |                       |
| Lotto Dstny      | Lotto Dstny             | Lotto Dstny      | Tudor Pro Cycling Team   | Tudor Pro Cycling Team   | Tudor Pro Cycling Team   | Selezione cinese      | Selezione cinese      | Selezione cinese      |
| N°               | Ciclista                | Clas.            | N°                       | Ciclista                 | Clas.                    | N°                    | Ciclista              | Clas.                 |
| 151              | Johannes Adamietz       | 65°              | 161                      | Sebastian Kolze Changizi | 76°                      | 171                   | Jiankun Liu           | 99°                   |
| 152              | Thomas De Gendt         | 56°              | 162                      | Arvid de Kleijn          | 91°                      | 172                   | Binyan Ma             | 96°                   |
| 153              | Arnaud De Lie           | 46°              | 163                      | Petr Kelemen             | 51°                      | 173                   | Yikui Niu             | 95°                   |
| 154              | Sylvain Moniquet        | 10°              | 164                      | Rick Pluimers            | 36°                      | 174                   | Su Haoyu              | 104°                  |
| 155              | Mathijs Paasschens      | 70°              | 165                      | Yannis Voisard           | 23°                      | 175                   | Changsheng Sun        | 105°                  |
| 156              | Michael Schwarzmann     | 82°              | 166                      | Maikel Zijlaard          | 94°                      |                       |                       |                       |
| 157              | Rüdiger Selig           | 92°              |                          |                          |                          |                       |                       |                       |